# یواس‌اس استوکین (اف‌اف‌جی-۱۵)
یواس‌اس استوکین (اف‌اف‌جی-۱۵) (به انگلیسی: USS Estocin (FFG-15)) یک کشتی است که طول آن ۴۵۳ فوت (۱۳۸ متر), در کل می‌باشد. این کشتی در سال ۱۹۷۹ میلادی ساخته شد.